# Kypello Kyprou 2011-2012
La Kypello Kyprou 2011-2012 fu la 70ª edizione della coppa nazionale cipriota. Il torneo è iniziato il 30 novembre 2011 ed è terminato il 16 maggio 2012. L'Omonia ha vinto il titolo per la 14ª volta, la seconda consecutiva, ed è stata ammessa al secondo turno di qualificazione della UEFA Europa League 2012-2013.

## Primo turno
Le partite si sono giocate tra il 4 dicembre 2011 e l'11 gennaio 2012.
| Squadra 1            | Risultato         | Squadra 2           |
| -------------------- | ----------------- | ------------------- |
| Alkī Larnaca         | 4 – 1             | Onīsilos Sōtīra     |
| AEP Paphos           | 3 – 3 (5 – 4 dtr) | EN Paralimni        |
| APEP Pitsilia        | 1 – 3             | Ermīs Aradippou     |
| Othellos Athīainou   | 0 – 3             | Arīs Limassol       |
| Atromītos Geroskīpou | 1 – 1 (1 – 3 dtr) | APOP Kinyras        |
| AEL Limassol         | 2 – 0             | Ethnikos Achnas     |
| EN Parekklisias      | 3 – 1             | Anagennīsī Deryneia |
| Agia Napa            | 2 – 4             | Nea Salamis         |
| Anorthōsis           | 6 – 0             | PAEEK Kerynias      |
| Olympiakos Nicosia   | 3 – 2             | Doxa Katōkopias     |
| Chalkanoras Idaliou  | 0 – 1             | AEK Larnaca         |
| APOEL                | 9 – 1             | Akritas Chlōrakas   |

## Secondo turno
Le partite di andata si giocano tra il 25 gennaio e l'8 febbraio 2012. Il ritorno tra il 1º e il 23 febbraio.
| Squadra 1          | Totale | Squadra 2        | Andata | Ritorno     |
| ------------------ | ------ | ---------------- | ------ | ----------- |
| Olympiakos Nicosia | 5 – 2  | Omonia Aradippou | 3 – 2  | 2 – 0       |
| APOP Kinyras       | 2 – 6  | Anorthōsis       | 2 – 3  | 0 – 3       |
| Apollōn Limassol   | 3 – 4  | Ermīs Aradippou  | 2 – 1  | 1 – 3 (dts) |
| Alkī Larnaca       | 8 – 0  | AEP Paphos       | 2 – 0  | 6 – 0       |
| EN Parekklisias    | 0 – 9  | AEK Larnaca      | 0 – 5  | 0 – 4       |
| Ethnikos Achnas    | 2 – 0  | Arīs Limassol    | 2 – 0  | 0 – 0       |
| Omonia             | 10 – 1 | Nea Salamis      | 2 – 0  | 8 – 1       |
| APOEL              | 0 – 1  | AEL Limassol     | 0 – 1  | 0 – 0       |

## Quarti di finale
Le partite di andata si sono giocate tra il 14 e il 21 marzo 2012, quelle di ritorno tra il 21 e il 28 marzo.
| Squadra 1          | Totale      | Squadra 2       | Andata | Ritorno |
| ------------------ | ----------- | --------------- | ------ | ------- |
| Omonia             | 9 – 0       | Ermīs Aradippou | 6 – 0  | 3 – 0   |
| AEL Limassol       | 2 – 2 (gfc) | Anorthōsis      | 1 – 0  | 1 – 2   |
| AEK Larnaca        | 2 – 2 (gfc) | Alkī Larnaca    | 1 – 0  | 1 – 2   |
| Olympiakos Nicosia | 0 – 1       | Ethnikos Achnas | 0 – 1  | 0 – 0   |

## Semifinali
Le partite di andata si sono giocate l'11 aprile, quelle di ritorno il 2 maggio 2012.
| Squadra 1   | Totale | Squadra 2       | Andata | Ritorno |
| ----------- | ------ | --------------- | ------ | ------- |
| Omonia      | 3 – 1  | Ethnikos Achnas | 3 – 0  | 0 – 1   |
| AEK Larnaca | 0 – 1  | AEL Limassol    | 0 – 1  | 0 – 0   |

## Finale
| Arbitro: | Felix Brych |

|  |           |           |
|  | Marcatori | 16’ Alves |